# 池原しげと
池原 しげと（いけはら しげと、1952年2月26日 - ）は、日本の男性漫画家。富山県入善町出身。

## 略歴
本名、池原成利（いけはら しげとし）。本名の他、池あや子（いけ あやこ）、原成（はら しげる）名義でも執筆している。血液型AB型。
中学の時に手塚治虫の『鉄腕アトム』に感動したのがきっかけで漫画を描き始める。
少年画報社に入社して営業職を2ヶ月務めた後、友人の誘いで1970年に手塚プロダクションに入社、手塚治虫のアシスタントを1年半ほど行う。その後、手塚プロでは『海のトリトン』『ふしぎなメルモ』で絵コンテの補佐としてアニメ制作にも携わる。その際、富野由悠季に絵コンテの描き方などを教わった。
手塚治虫と絵柄が似ているという理由で起用された手塚原作の『ふしぎなメルモ』（小学館学年誌）の代筆で、1971年に漫画家デビュー。1970年代前半には、学年誌で数々の特撮&アニメ作品のコミカライズを執筆しながら手塚治虫のアシスタントなど関係者で設立した企画者集団のひろみプロに参加して、『ミラクル少女リミットちゃん』『魔女っ子メグちゃん』といったテレビアニメの企画に関与した。
80年代以後、『冒険王』→『コミックボンボン』などにて執筆。主にロボットアニメなどテレビアニメのコミカライズものやファミコン等のテレビゲーム関連の作品を多く描く。『コミックボンボン』のマスコットキャラクターの爆弾マークは、池原がデザインしたものである。
特にロックマンシリーズを多数執筆しており、作品を重ねるごとに池原なりのキャラクターの掘り下げを行ったり、オリジナルストーリー（「甦るブルース」）を執筆したこともある。池原が描くロックマンのデザインは、初期は鉄腕アトムに似せていたが、カプコンのキャラクターイメージの共通化の意向により、シリーズ第7作『ロックマン Dr.ワイリーの陰謀』以降は元のゲームと同じ意匠に変更された。ロックマンシリーズを執筆する際は、必ずプレイして攻略法を確認している。単行本の巻末によれば、ゲーム自体は得意ではないらしく、先に自身の息子が攻略していることがあるという。また、『ロックマン3 Dr.ワイリーの最期!?』のボスキャラ公募の際、“ナパームマン”という名のボス（『ロックマン5 ブルースの罠!?』に登場する同名のボスとは別）を投稿したが、採用はされなかった。なおロックマンは企画段階では鉄腕アトムの版権を購入してゲームにする予定であった。

## 作品リスト

### 漫画
- 氷上のプリンセス（子供の光　1972年）
- ちぎれ雲の詩（中二時代）
- ふしぎなメルモ（小学一年生 1972年1月号-1973年3月号連載）、（虫プロ商事「月刊れお」での「ふしぎなメルモ」の代筆も）。
- 鉄腕アトム（小学三年生　1972年7月号）
- サンダーマスク（小学館BOOK、小学一年生 1972年11月号-1973年3月号〈原成 名義〉、小学三年生 1972年11月号-1973年3月号、小学四年生 1972年11月号-1973年3月号連載）
- 快傑ライオン丸（小学六年生 1972年5月号 - 1973年3月号連載〈原成 名義〉）
- 行け!ゴッドマン（おともだち 1972年 - 1973年）
- ミラクル少女リミットちゃん（小学一年生、小学三年生 1973年連載）[5]
- ファイヤーマン（小学二年生 1973年1月号-8月号連載）
- ジャンボーグA（小学四年生 1973年4月号-12月号連載〈4月号のみ原成 名義〉）
- ウルトラマンタロウ（小学館BOOK 1973年連載）
- わんぱくミューたん（小学一年生1973年連載）
- ワンサくん（小学二年生1973年5月号-9月号連載、小学三年生1973年5月号-9月号連載）
- プルルくん（よいこ ）
- 宇宙戦艦ヤマト（小学四年生 1974年10月号-1975年3月号連載）
- 魔女っ子メグちゃん（希望の友、小学館学年誌 1975年連載）
- ザ・カゲスター（小学二年生 1976年4月号-8月号連載）
- ジェッターマルス（原作：手塚治虫、テレビランド 1976年連載）
- 超人戦隊バラタック（冒険王連載）
- SF西遊記スタージンガー（冒険王 1979年連載）
- フルーツケンちゃん（小学三年生 1976年4月号-1977年3月号連載）
- パン屋のケンちゃん（小学三年生  1977年4月号-1978年3月号連載）
- スポーツケンちゃん（小学三年生  1978年4月号-1979年3月号連載）
- カレー屋ケンちゃん（小学三年生 1979年4月号-1980年3月号連載）
- ザ☆ウルトラマン（テレビマガジン 1979年4月号-1980年3月号連載）
- 宇宙空母ブルーノア（テレビランド 1979年11月号-1980年4月号連載）
- ウルトラマン80（テレビマガジン 1980年4月号-1981年4月号連載）
- 燃えろアーサー白馬の王子（テレビランド 1980年6月号-9月号連載）
- スター・ウォーズ 帝国の逆襲（テレビランド 1980年9月号-11月号連載）
- ねこのちっぽくん（1970年代前半の「1・2年の学習」連載）
- ミクロマン（冒険王連載）
- ファミコン風雲児
  - ファミコン風雲児 対 ファミ拳リュウ - ほしの竜一との合作、『ファミ拳リュウ』とのクロスオーバー作品
- ロックンゲームボーイ
- 機動戦士ガンダム0080 ポケットの中の戦争
- 重戦機エルガイム
- 聖戦士ダンバイン
- 伝説巨神イデオン
- プロゴルファー一条一也
- ロックマンシリーズ
  - ロックマン
  - ロックマン Dr.ワイリーの陰謀（ロックマン2 Dr.ワイリーの謎の漫画化）
  - ロックマン4
  - ロックマン5
  - ロックマン6
  - ロックマン7
  - ロックマンワールド
  - ロックマンワールド2
  - ロックマンワールド3
  - ロックマン 甦るブルース
- ロックマンXシリーズ
  - イレギュラーハンターロックマンX
- 君がいた夏 〜沖縄高校野球物語〜(2001年 沖縄タイムス 原作:高屋敷英夫)
- コミック版 プロジェクトX〜挑戦者たち〜 液晶 執念の対決〈瀬戸際のリーダー〉大勝負
- コミック版 その時歴史が動いた ミステリー大化改新
- ハンノッキの冒険 (2003年 入善町)
- 武藤俊憲のシンキングゴルフ（構：坂本静児）
- コミカライズ版『マリン・エクスプレス』全3巻 ※ 原作：手塚治虫の長編TVアニメの漫画化。
- なんにもするな（ゴルフレッスンコミック）
- ぱいどん（背景担当、モーニング2020年13、20号）[6]

### Webコミック
- ムッシュAKASHI（原案：森田清）

### アニメ
- ふしぎなメルモ（絵コンテ、演出）
- 海のトリトン（絵コンテ）
- 超人戦隊バラタック（原作、キャラクター原案）

### 広告
- JR東日本グループ「150 YEARS」（1960年代パートイラスト）